# 秋山徳雄
秋山 徳雄（あきやま とくお、1906年（明治39年）12月22日 - 1979年（昭和54年）3月1日）は、昭和期の労働運動家、政治家、実業家。衆議院議員（1期）。

## 経歴
神奈川県三浦郡、のちの横須賀市で秋山清平の長男として生まれる。1924年（大正13年）横須賀市立実業補習学校を卒業した。
横須賀海軍工廠員として勤務。その後、横須賀市吏員、川崎市吏員を歴任。社会民衆党、社会大衆党に入党した。労働運動に加わり、全日本自治団体労働組合（自治労）特別執行委員、横須賀市労連顧問などを務めた。
1947年（昭和22年）神奈川県議会議員に選出された。日本社会党清掃特別委員会事務局長、同選挙制度対策特別委員会事務局長、地方公営企業対策特別委員会事務局長、地方公務員定年制反対特別委員会事務局長、同神奈川県連副会長、同横須賀支部長などを務めた。1960年（昭和35年）、市吏員を経て県会議員となり公共の福祉に奉仕して地方自治の発展に寄与したとして藍綬褒章受章。
1963年（昭和38年）11月の第30回衆議院議員総選挙に神奈川県第2区から社会党公認で立候補して当選し、衆議院議員に1期在任した。その後、1967年（昭和42年）1月の第31回総選挙に立候補したが落選した。
その他、文化瓦斯、日緬産業開発を設立して各社長に就任し、日本海外水産指導協力会社長なども務めた。
1979年（昭和54年）3月1日、死去した。72歳没。同月6日、特旨を以て位記を追賜され、死没日付をもって従五位勲四等に叙され、旭日小綬章を追贈された。